# Penicillium nalgiovense
Penicillium nalgiovense är en svampart som beskrevs av Laxa 1932. Penicillium nalgiovense ingår i släktet Penicillium och familjen Trichocomaceae.   Inga underarter finns listade i Catalogue of Life.